# Ľudmila Podjavorinská
Ľudmila Podjavorinská, all'anagrafe Ľudmila Riznerová, (Horné Bzince, 26 aprile 1872 – Nové Mesto nad Váhom, 2 marzo 1951), è stata una scrittrice e poetessa slovacca.
Scrisse anche con gli pseudonimi Božena, Damascena, Ľ. Šeršelínová, Ľ. Špirifangulínová, Ľudka, Ľudmila, Ľudmila Ružodolská, Ľudmila Veselohorská, Ľ. Vrzalovská, M. Ružodolský, Milko Ružodolský, Nechtík, Nevädza, Podjavorinský, Sojka', Teta Ľudmila e altri. Nel 1895 con la sua raccolta di poesie Z vesny života, fu la prima poetessa slovacca che riuscì a pubblicare i suoi versi in forma di libro.

## Biografia
Era figlia dell'insegnante Karol Rizner e di sua moglie Mária, nata Klimáčeková. Nel 1910 la famiglia si trasferì a Nové Mesto nad Váhom. Ricevette l'istruzione primaria a Bzince. Le sue prime ambizioni letterarie furono coltivate dallo zio Ľudovít Vladimír Rizner, scrittore e celebre bibliografo e dal parroco evangelico del luogo, lo scrittore Ján Pravoslav Leška. In seguito fu impiegata della Croce Rossa, rimasta nubile aiutò il padre nell'insegnamento, ma per la maggior parte della sua vita poté contare solo sui magri compensi per la sua attività letteraria sui giornali.

## Attività
Pubblicò le sue prime opere sui giornali di Budapest Slovenské noviny e Vlasť a svet negli anni 1887 e 1888. In Slovacchia le sue prime opere uscirono nel 1892 su Národnie noviny e sulla prestigiosa rivista letteraria Slovenské pohľady, successivamente collaborò anche con i giornali per ragazzi Zornička e Dětský máj. Iniziò pubblicando poesie, ma in breve tempo risolse di dedicarsi anche alla prosa.
Nelle sue opere ritrasse il destino amaro della gente comune, ma gettò anche un profondo sguardo all'animo umano. Nelle sue opere ambientate in contesti  rurali e in piccole città, descrisse con un atteggiamento critico le preoccupazioni quotidiane della famiglia. Sebbene all'inizio della sua carriera letteraria usasse spesso personaggi comici e situazioni buffe, in seguito accentuò i conflitti, sia sociali sia etici, che resero il suo lavoro più profondo, più serio e più tragico.
Il suo lavoro fin dall'inizio può essere inquadrato nel periodo del realismo, dove si avvicina alla qualità di autori come Svetozár Hurban Vajanský, Martin Kukučín o Jozef Gregor Tajovský. Nel mondo della letteratura slovacca, tuttavia, si distinse soprattutto come fondatrice della moderna letteratura slovacca per ragazzi.

## Opere

### Per adulti
- 1892 – Kmotrovia figliari
- 1892 – Za neistými túžbami, umoristica
- 1893 – Sokovia, umoristica
- 1893 – Protivy
- 1894 – Rôznymi cestami
- 1895 – Dozvuky
- 1895 – Z vesny života ("Nella primavera della vita"), raccolta di versi lirici
- 1896 – „Ideál“
- 1896 – Pozde
- 1897 – Za šťastím
- 1897 – Ondráš
- 1898 – Z domova
- 1899 – Fako Ďura Kotúlku, umoristica
- 1899 – Pod svietňom, umoristica
- 1900 – Postupne
- 1903 – Po bále, novella in versi, pubblicata su Slovenské pohľady
- 1905 – Na bále, novella in versi, pubblicata su Slovenské pohľady
- 1905 – V otroctve, novella
- 1906 – Blud, novella
- 1906 – Kde sa vzal
- 1909 – Dvaja bratia a Nešťastie pôvodcom šťastia
- 1910 – Žena ("Donna"), novella
- 1914 – Otrok
- 1915 – Prelud, novella in versi, pubblicata su Slovenské pohľady
- 1930 – Balady ("Ballate")
- 1937 – Mária z Magdali, poesia
- 1942 – Piesne samoty ("I canti della solitudine"), poesia
- 1946 – Balady a povesti ("Ballate e racconti")
- 1951 – Smrť ("La morte"), ballata

### Per ragazzi
- 1908 – Slovenská chalúpka, poesia
- 1909 – Oráč, poesia
- 1909 – Sadaj, slnko, sadaj, poesia
- 1921 – Kytka veršov pre slovenské dietky, raccolta di versi
- 1930 – Zajko Bojko, fiaba in versi
- 1930 – Veršíky pre maličkých
- 1930 – Medový hrniec
- 1931 – Čarovné skielka, libriccino di favole e racconti
- 1932 – Baránok boží ("L'agnello di Dio")
- 1939 – Škovránok
- 1942 – Zvonky
- 1943 – Čin-čin, fiaba in versi
- 1947 – Klásky

## Riconoscimenti
Nel 1947 lo Stato le concesse il titolo di Artista nazionale.
Una delle sue ballate è stata musicata in forma di cantata dalla compositrice ceca Vítězslava Kaprálová con il titolo Ilena, op. 15, cantata per voce sola, coro, voce recitante e orchestra.